# Гоенвалд (Теннессі)
Гоенвалд (англ. Hohenwald) — місто (англ. city) в США, в окрузі Льюїс штату Теннессі. Населення — 3668 осіб (2020).

## Географія
Гоенвалд розташований за координатами 35°33′7″ пн. ш. 87°33′13″ зх. д. / 35.55194° пн. ш. 87.55361° зх. д. (35.551881, -87.553613).  За даними Бюро перепису населення США в 2010 році місто мало площу 13,85 км², уся площа — суходіл.

## Демографія
Згідно з переписом 2010 року, у місті мешкало 3757 осіб у 1511 домогосподарстві у складі 936 родин. Густота населення становила 271 особа/км².  Було 1706 помешкань (123/км²).
Расовий склад населення:
| - 93,8 % — білих - 3,2 % — чорних або афроамериканців - 0,8 % — азіатів - 0,1 % — корінних американців |

До двох чи більше рас належало 1,8 %. Частка іспаномовних становила 2,0 % від усіх жителів.
За віковим діапазоном населення розподілялося таким чином: 23,0 % — особи молодші 18 років, 57,6 % — особи у віці 18—64 років, 19,4 % — особи у віці 65 років та старші. Медіана віку мешканця становила 41,1 року. На 100 осіб жіночої статі у місті припадало 83,0 чоловіків;  на 100 жінок у віці від 18 років та старших — 78,6 чоловіків також старших 18 років.
Середній дохід на одне домашнє господарство  становив 42 684 долари США (медіана — 36 050), а середній дохід на одну сім'ю — 50 483 долари (медіана — 42 764). Медіана доходів становила 34 727 доларів для чоловіків та 25 385 доларів для жінок. За межею бідності перебувало 29,5 % осіб, у тому числі 45,0 % дітей у віці до 18 років та 27,0 % осіб у віці 65 років та старших.
Цивільне працевлаштоване населення становило 1465 осіб. Основні галузі зайнятості: освіта, охорона здоров'я та соціальна допомога — 21,8 %, виробництво — 16,3 %, роздрібна торгівля — 12,4 %, мистецтво, розваги та відпочинок — 10,0 %.